# Hrabstwo Jackson (Iowa)

Piramida wieku hrabstwa

Hrabstwo Jackson – hrabstwo położone w USA w stanie Iowa z siedzibą w mieście Maquoketa. Założone w 1837 roku.

## Miasta
| - Andrew - Baldwin - Bellevue | - La Motte - Maquoketa - Miles | - Monmouth - Preston - Sabula | - St. Donatus - Spragueville - Springbrook | - Zwingle |

## Drogi główne
| - U.S. Highway 52 - U.S. Highway 61 - U.S. Highway 67 - Iowa Highway 62 | - Iowa Highway 64 |

## Parki Narodowe
- Driftless Area National Wildlife Refuge
- Upper Mississippi River National Wildlife and Fish Refuge

## Sąsiednie hrabstwa
- Hrabstwo Dubuque
- Hrabstwo Jo Daviess
- Hrabstwo Carroll
- Hrabstwo Clinton
- Hrabstwo Jones